# Leptotyphlops longicaudus
Leptotyphlops longicaudus är en kräldjursart som beskrevs av  Peters 1854. Leptotyphlops longicaudus ingår i släktet Leptotyphlops och familjen Leptotyphlopidae. Inga underarter finns listade i Catalogue of Life.